# Chiloscyphus semiteres
Chiloscyphus semiteres là một loài Rêu trong họ Lophocoleaceae. Loài này được (Lehm.) Lehm. & Lindenb. mô tả khoa học đầu tiên năm 1845.